# 中共徐海蚌特委
中共徐海蚌特委是1928年至1933年徐州、连云港、蚌埠等苏北、淮北、豫东、鲁南地区的中国共产党地方党组织。

## 历史
1928年7月为贯彻落实中共六大精神，中共江苏省委决定建立徐海蚌特委。9月20日，江苏省委派罗世藩到徐州召开了徐属(8县丰县、沛县、萧县、砀山、铜山、邳县、睢宁、宿迁及灵璧、宿县，共10个县）、海属4县（东海、沭阳、赣榆、灌云)党的负责人会议成立徐海特委。因未能联系上在蚌埠开辟工作的江苏省委特派员朱务平，蚌属7县没有参会。徐海特委委员罗世藩、董畏民、李超时。1928年10月徐海特委与蚌属沿淮各县（阜阳、寿县、怀远、凤台、颍上、凤阳、定远、泗县、五河、盱眙）取得联系，徐海特委遂改组为徐海蚌特委。中共六大代表蒋云（1903-1932）到徐州任特委书记，下辖9个县委、4个特支、145个支部，1601名党员。其中还包括了河南的永城、夏邑，山东的临沂、郯城、枣庄等县。为了贯彻落实中共“六大”精神，中共徐海蚌特委于1928年12月5日至7日在邳县碾庄北之李庄村召开党代表大会，参加会议的代表计23人,其中正式代表12人,列席代表11人,代表1601名党员。大会决定将中共东海特支改组为中共东海县委，并改组灌云等地的支部及区委。中共东海县委由李超时、杨光銮、惠浴宇、李少堂、武同儒等组成，李超时任书记，杨光銮任组织部长，惠浴宇任宣传部长。
1929年5月，中共江苏省委明确中共东海县委为中共东海中心县委，领导海属地区东海、赣榆、沭阳、灌云4县党组织，属中共徐海蚌特委领导。中心县委仍由李超时、杨光銮、惠浴宇分别担任书记、组织部长和宣传部长，李少堂、武同儒、毛汝楠、刘剑泉等人为委员。1929年6月1日，军警发动大搜捕，海属党组织遭到较大的挫折，上级党组织为保存力量把李超时、惠浴宇调离海属地区，之后，黄惠云、贾从香、蒋培先后任东海中心县委书记。
1929年6月，由于内部出了叛徒，徐海蚌特委遭破坏，特委书记蒋云奉命返上海搞宣传工作，特委撤销。
1930年3月，中共淮盐特委书记、江苏省委巡视员陈治平奉命整顿、重建徐海蚌特委并任书记。特委宣传部长陈理真（陈履真）。
1930年6月11日，李立三在上海主持召开中共中央政治局会议，通过了《新的革命高潮与一省或几省的首先胜利》的决议案。1930年7月，徐海蚌特委改为徐海蚌总行动委员会（由王洪即阮啸仙、陈履真负责），所属各县委均改为行委，发动和领导了徐海蚌地区第一次农民暴动高潮。在徐海蚌地区成立红十五军，特委书记陈治平为军长。下辖3个师：
- 以萧县黄口、王寨、永固地区的暴动队伍编成第一师；
- 以铜山县东黄集、太湖、贺村地区的暴动队伍编为第二师；
- 以宿县百善、东三铺、也池铺等地的暴动队伍编成第三师。

1930年10月，徐海蚌总行动委员会恢复为徐海蚌特委，书记陈治平。1930年11月，中共江南省委决定撤销徐海蚌特委，分设：
- 在蚌埠设立中共长淮特委，指导津浦铁路沿线的凤阳、定远、盱眙、泗县、五河、灵璧、怀远等县党的工作。1931年3月前还管辖凤台、寿县和阜阳县。陈履真任特委书记，朱务平、许立民为常委，分管组织、工运。1931年6月，陈履真调上海工作，朱务平接任书记。1932年3月，曾在蚌埠工作的南京市委军委书记路大奎被捕叛变，带特务到蚌埠抓捕了特委组织部长许立民和妇女部长耿建华。1932年6月，路大奎发展的党员张彩友在南京叛变，带特务到蚌埠抓捕了特委宣传部长刘俊三、团特委书记陈育智等多人。1932年8月26日，特委军委书记刘平（刘小平）到南京投敌，交出长淮特委机关和下级组织的176名党员名册和住址。8月30日，刘平带宪兵在蚌埠、临淮关、凤阳、怀远抓捕了特委书记朱务平、凤阳县委书记赵连轩等80多人。特委活动终止。[1]
- 设立中共东海特委，朱秋白、曹甦先后任书记，发动武装暴动，建立了一支30多人枪的工农红军徐海游击队。1933年5月，由于遭人举报，曹甦被捕，特委机关被破坏，到1934年夏，整个海属地区党组织中止活动。[3]
- 铜山中心县委
- 宿县中心县委
- 宿迁中心县委

1931年1月，撤销江南省委，重新建立江苏省委。1932年初江苏省委将铜山、宿县、宿迁三个中心县委合并为中共徐州特委。1931年12月，江苏省委发出了《对徐海蚌各县军事工作的指示信》，指示徐海蚌各县立即组织发动游击战争和军事工作。1932年匡亚明任特委宣传部长。1932年7月长淮特委和海州中心县委被严重破坏，徐州特委按照上级党的指示，担负起徐海蚌地区党的各项工作任务。1932年8月，陈治平到任中共河南省委书记的第三天，被原开封市委书记胡玉坤举报而被捕，押往武汉行营，1932年11月发表了自首《启事》，导致徐海蚌特委、上海市委等组织的部分领导人相继被捕。1933年6月，中统成立了“徐海蚌特别行动区”的专门组织，对徐州的中共组织进行总破坏，徐州特委到各县所有的党、团组织几乎被破坏殆尽，徐州特委委员周斌、特委书记冷启英、省委巡视员孙叔平等人被捕就义。徐州特委停止活动。
1932年10月12日郭子化因永城暴动失败，被徐州特委派到枣庄矿区做工运工作。1933年以建立的几个支部为基础，成立了枣庄矿区工委任书记。1933年4月徐州特委书记冷启英指示枣庄矿区党只与冷启英单线联系，多发展工农党员，以枣庄为中心向外发展，先就近恢复湖西、苏北等地党组织，再逐步恢复徐州特委其他地区的工作。徐州特委负责人冷启英被捕后，枣庄党组织与上级党完全失掉联系。至1934年秋，枣庄党组织先后同沛、永、萧、邳、雎、泗等县的不少党员接上了关系，重建了沛县工委，恢复了萧县、铜山3个支部，建立了路套区委。1935年2月，在枣庄召集了各地党的负责人会议，成立中共苏鲁边区临时特委，郭子化任特委书记，丛衍瑞任组织委员，张光中任宣传委员，丛林为特委秘书。1936年初为与上级党取得联系，郭子化去西安通过邳县峄阳高小的同学、时任杨虎城的秘书宋绮云同中央军委驻沪办事处下属的中共西北特支负责人谢华、徐彬如等建立了组织联系，了解到中央红军已经到达陕北和中共中央关于建立抗日民族统一战线的精神。1936年9月初，郭子化奉命去西安向中共西北特支汇报了特委的情况。1936年冬，由于工作范围的扩大，苏鲁边区临时特委改为中共苏鲁豫皖边区临时特委，郭子化任书记。1936年冬，中共西北特支改组为中共陕西临时省委，中央任命郭子化为陕西临时省委委员。1937年2月初郭子化去西安又转赴延安，向中共中央组织部，中共中央组织委员王观澜、齐华接待了郭子化。即将担任河南省委书记的朱理治听取了郭子化的工作汇报，代表中央对郭子化和临时特委的工作给予了充分肯定，传达了中央批准临时特委正式改称苏鲁豫皖边区特委、划归河南省委（省委书记朱理治）领导。当时，中央交给河南省委的党员组织关系共460人，其中特委就有300余人，约占三分之二。1938年8月，苏鲁豫皖边区特委撤销，所辖地区分别成立苏皖、鲁南、苏鲁豫3个特委，隶属于苏鲁豫皖边区省委。